# Penicillium notatum
Espèce
Penicillium notatum, également connu sous le nom de Penicillium chrysogenum, est une espèce de champignons du genre Penicillium, célèbre pour être à l'origine de la découverte de la pénicilline par le docteur Alexander Fleming. Penicillium est connu pour être la moisissure bleu-vert que l'on retrouve sur le pain ou les fruits moisis ainsi que sur certains fromages.

## Découverte de la pénicilline

Image de la pénicilline G créée à partir de Penicillium notatum.

Le 3 septembre 1928, le docteur Fleming, alors âgé de 47 ans, revient de vacances et retrouve son laboratoire du Saint-Mary's Hospital à Londres. Il retrouve alors les boîtes de Petri où il faisait pousser des cultures de staphylocoques dans le but d'étudier l'effet antibactérien des lysozymes, une variété d'enzymes se trouvant dans les larmes et la salive. Il a la mauvaise surprise de voir ses boites envahies par des colonies cotonneuses de moisissure d'un blanc verdâtre. Elles ont été contaminées par les souches d'un champignon microscopique, le Penicillium notatum, qu'utilise son voisin de paillasse, un jeune mycologue irlandais, Charles J. Latouche, qui travaille sur cette espèce de champignons, qui entraîne des allergies chez les patients asthmatiques.
Alors qu'il doit désinfecter ces boîtes contaminées, Fleming s'aperçoit qu'autour des colonies de moisissure, il existe une zone circulaire dans laquelle le staphylocoque n'a pas poussé. Il émet l'hypothèse qu'une substance sécrétée par le champignon en est responsable et lui donne le nom de pénicilline.
L'année suivante, en 1929, il publie dans le British Journal of Experimental Pathology le premier compte-rendu de l'effet de cette substance, pensant que son action est du même type que celle du lysozyme :

« Au cours du travail avec différents staphylocoques un certain nombre de cultures furent mises de côté et examinées de temps en temps. Lors de l'examen, ces cultures étaient exposées à l'air et ensemencées par différents micro-organismes. On remarqua qu'autour d'une grande colonie de champignons polluants, les colonies de staphylocoques étaient devenues transparentes et sans aucun doute en voie de dissolution. »

— Traduction de l'introduction de la première publication de Fleming sur la pénicilline, in: Leif Ryvarden, Klaus Høiland, Er det liv, er det sopp ! Landbruksforlaget, Oslo, 1998. P 80-82. (Trad J.F Doucet)

« La pénicilline utilisée en doses massives n’est ni toxique ni irritante … elle peut constituer, par applications ou en injections, un antiseptique efficace contre les microbes. »

— La pénicilline
Craddock et Ridley, ses collaborateurs, tentent d'isoler et de purifier la pénicilline mais en vain. Fleming s'intéresse peu à une application thérapeutique de sa découverte et utilise surtout les extraits de ce Penicillium pour fabriquer des milieux sélectifs.
Quelques essais cliniques thérapeutiques sont tout de même effectués mais sans grand succès. La découverte de Fleming intéresse peu de monde ; il recherchera d'autres micro-organismes producteurs d'antibiotiques mais il ne publiera pas ses travaux.
Il faut attendre une dizaine d'années avant que la pénicilline ne revienne sur le devant de la scène. C'est en 1939 que Howard Walter Florey, pathologiste britannique, et Ernst Boris Chain, biochimiste et pathologiste d'origine allemande, réussirent à isoler l'agent actif de la pénicilline. En 1945, ces trois hommes (Fleming, Florey et Chain) se partagent le prix Nobel de physiologie ou médecine pour leurs travaux sur la pénicilline et son application thérapeutique.

### Sources
- Alexander Fleming découvre la pénicilline, sur www.herodote.net
- Des champignons et des hommes sur www.myco-haut-rhin.com